# Chaetostachydium
Chaetostachydium é um género botânico pertencente à família Rubiaceae.